# Musca stabulans
Musca stabulans är en tvåvingeart som först beskrevs av Fallen 1817.  Musca stabulans ingår i släktet Musca och familjen husflugor. Inga underarter finns listade i Catalogue of Life.